# Робинзоны космоса
«Робинзоны космоса» (фр. Les Robinsons du Cosmos) — научно-фантастический приключенческий роман французского писателя и учёного Франсиса Карсака, опубликованный в 1955 году. В романе рассказывается об освоении неизвестной планеты, похожей на Землю, группой людей, которая попала на неё в результате межпланетного вселенского катаклизма.

## Описание сюжета
Престарелый Жан Бурна пишет свои воспоминания о катастрофе и её последствиях. «На минуту мне кажется, что я на родной Земле, но потом я замечаю, что деревья отбрасывают две тени».
После окончания геологического факультета Бурна приезжает в деревню к своему дяде-астроному. Дядя рассказывает о смещении туманности Андромеды, а Жан — о рассказе своего родственника, космонавта Бернара, вернувшегося из экспедиции к Нептуну. На обратном пути их корабль снесло с курса. Месье Бурна предполагает, что в Солнечную систему вторглась некая невидимая материя, что объясняет все эти феномены.
Вечером того же дня происходит катастрофа, сопровождающаяся землетрясением. «Я видел как вершины гор исчезают, будто срезанные ножом». Дядя указывает ему на восход огромного голубого светила, они понимают, что они оказались в другом мире. Герои не пасуют и немедленно отправляются в разрушенную землетрясением деревню. После оказания помощи жителям, Жан и его новые товарищи отправляются на разведку. Они обнаруживают, что небольшая часть Земли (деревня с обсерваторией, ракетный завод, замок швейцарца-миллионера и окружающая местность) оказались перенесены на другую планету. На севере и западе находятся бескрайние болота, на востоке — море, с юга — степи. Учёные из обсерватории предполагают, что произошло «столкновение Вселенных». Планета имеет кислородную атмосферу и гравитацию, равную 0,9 земной. Земляне называют планету Теллусом.
Герои проводят выборы в Совет спасения. Однако владелец замка Хоннегер не подчиняется Совету, люди его сына совершают налёт на деревню. Разведчики обнаруживают, что люди Хоннегера многочисленны и хорошо вооружены. Обнаруживается новая напасть — т. н. летающие «гидры», похожие на гигантских осьминогов, которые сбившись в стаи, совершают налёты на фермы и на саму деревню. Жители деревни собирают ополчение, изготовляют ракеты, катапульту и в ожесточённом бою захватывают замок. Оказывается, что Хоннегер, будучи главой неофашистской организации, по наущению злодея Леврена планировал захватить власть на новой планете. Суд приговаривает Леврена к смерти, а сообщников Хоннегера к исправительным работам.
Люди постепенно обосновываются на новой планете, гидры более не беспокоят налётами. Однако слои угля слишком тощие, а кругом одни болота. Совет решает послать экспедицию на поиски нового места обитания. Один из грузовиков переделывают в вооружённый броневик. Экспедицию из семи человек возглавляет Жан Бурна. Герои находят несколько крупных месторождений нефти, угля и руды, открывают новые виды животных и входят в контакт с разумной расой кентавров, которые называют себя ссвисами. Тем временем, гидры предпринимают массированный налёт на деревню, никто не может даже высунуться из домов, твари начинают разбирать крыши. Броневик спешит на выручку и расстреливает гидр из пулемёта. Жители выбегают на улицы и дают залп из ракетниц по поднявшимся гидрам. Герои понимают, что переселение неизбежно. Они строят транспортное судно.
Ссвисы уступают землянам часть своих земель. Земляне постепенно перебираются на новые земли, основывают города. После нескольких лет жизни на новом месте Бурна замечает самолёт, пролетающий над столицей Новой Франции Кобальт-Сити. Герои немедленно отправляются в спасательную миссию. Экипаж самолёта рассказывает, что на Теллусе оказалась часть территории США, попавшая на остров, медленно погружающийся в океан. Герои также находят разбившийся инопланетный корабль и поселения других ссвисов. Французы вывозят американцев и оказавшихся там же аргентинцев и норвежцев на материк, из-за чего начинается война с чёрными ссвисами (слвипами). Людям и ссвисам удаётся в грандиозной битве разбить полчища слвипов.
Отношения между американцами и французами накаляются и происходит открытое боестолкновение. Однако людям удаётся преодолеть разногласия, государства объединяются в Союз республик Теллуса. Остаток жизни Бурна проводит в исследованиях планеты. Став дряхлым стариком, он завещает своим потомкам сохранять мир со ссвисами.